# Tonight She Comes
Tonight She Comes (с англ. — «Сегодня Вечером Она Придёт») — двадцатый в общем и первый с альбома Greatest Hits сингл американской рок-группы The Cars, вышедший 14 октября 1985 года на лейбле Elektra Records. Сингл достиг седьмого места в Billboard Hot 100 в январе 1986 года. Песня достигла первого места в чарте Top Rock Tracks, где оставалась в течение трёх недель.

## О песне
"Tonight She Comes" была написана вокалистом и гитаристом The Cars Риком Окасеком, который первоначально намеревался сохранить песню для своей сольной карьеры; однако вместо этого песня была записана как отдельный сингл. Окасек вспоминал: "Я был в середине записи своего сольного альбома, и это была одна из песен, которые я не использовал в сольном альбоме на тот момент. Это было похоже на одноразовый сингл, который мы просто собрались все вместе и записали".

## Композиция
Это простая диатоническая песня в Фа мажоре с гитарным соло гитариста The Cars Эллиота Истона. Соло было записано в нотах Стивом Ваем в номере журнала Guitar Player в феврале 1986 года в качестве центральной части интервью с Истоном.
В интервью Истон описал изготовленную на заказ гитару Kramer, использованную для соло, и сказал, что причина, по которой соло было "таким плотным", заключалась в четырёх неделях, потраченных на запись сингла, что дало Истону достаточно времени для его сочинения. Название песни — ещё один двусмысленный намёк Окасека, хотя, как сказал Истон, "На самом деле в нём не говорится, что она достигает оргазма. Это может означать, что сегодня вечером она придёт приготовить попкорн".

## Выпуск и Приём
"Tonight She Comes" стала четвёртым хитом Cars в Топ-10. Это была первая из двух песен, выпущенных в качестве сингла с их альбома Greatest Hits. Ремиксованная версия песни "I'm Not the One", ранее записанная в 1981 году для альбома Shake It Up, стала второй.
Cashbox сказал, что песня "отражает технологически проницательный и эмоционально проблематичный подход группы к написанию песен". Критик AllMusic Грег Прато в своём обзоре Greatest Hits описал трек как "игривый", в то время как Тим Сендра, также из AllMusic, сказал в своём обзоре The Essentials, что песня (среди других на упомянутом альбоме) была "определённо необходима".

## Список композиций
Слова и музыка всех песен — Рик Окасек.
| №  | Название                                                     | Основной вокал | Длительность |
| -- | ------------------------------------------------------------ | -------------- | ------------ |
| 1. | «Tonight She Comes» (с англ. — «Сегодня Вечером Она Придёт») | Окасек         | 3:52         |

| №  | Название                                                          | Основной вокал | Длительность |
| -- | ----------------------------------------------------------------- | -------------- | ------------ |
| 1. | «Just What I Needed» (с англ. — «Как Раз То, что Мне Было Нужно») | Бенджамин Орр  | 3:44         |

### Европа 12" Сингл
| №  | Название                                                     | Основной вокал | Длительность |
| -- | ------------------------------------------------------------ | -------------- | ------------ |
| 1. | «Tonight She Comes» (с англ. — «Сегодня Вечером Она Придёт») | Окасек         | 3:52         |

| №  | Название                                                          | Основной вокал | Длительность |
| -- | ----------------------------------------------------------------- | -------------- | ------------ |
| 1. | «Just What I Needed» (с англ. — «Как Раз То, что Мне Было Нужно») | Орр            | 3:44         |
| 2. | «Breakaway» (с англ. — «Отколовшийся»)                            | Окасек         | 3:49         |

## Участники записи
- Рик Окасек — ритм-гитара, вокал (Tonight She Comes, Breakaway) , бэк-вокал (Just What I Needed)
- Бен Орр — бас-гитара, вокал (Just What I Needed), бэк-вокал (Tonight She Comes, Breakaway)
- Эллиот Истон — соло-гитара, бэк-вокал
- Грег Хоукс — клавишные, бэк-вокал, Fairlight CMI программирование (Breakaway)
- Дэвид Робинсон — ударные, Fairlight CMI программирование (Breakaway)

## Чарты
| Чарт (1985–1986)                   | Наивысшая позиция |
| ---------------------------------- | ----------------- |
| Австралия (Kent Music Report)      | 16                |
| Канада (RPM Top Singles)           | 36                |
| Новая Зеландия (Recorded Music NZ) | 20                |
| Великобритания (OCC UK Singles)    | 79                |
| США (Billboard Hot 100)            | 7                 |
| США (Billboard Mainstream Rock)    | 1                 |
| США (Cash Box Top 100 Singles)     | 10                |

| Чарт (1986)                    | Позиция |
| ------------------------------ | ------- |
| US Billboard Hot 100           | 81      |
| US Mainstream Rock (Billboard) | 15      |
| US Cash Box Top 100 Singles    | 98      |